# Instrument przejściowy

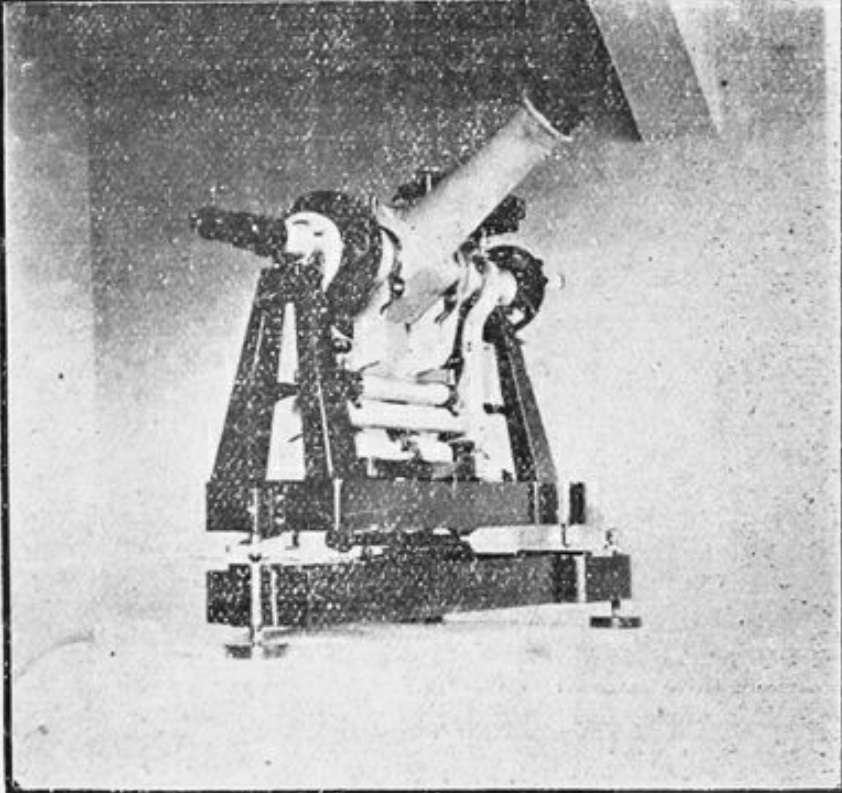
Instrument przejściowy Obserwatorium Uniwersytetu Sun Jat-sena

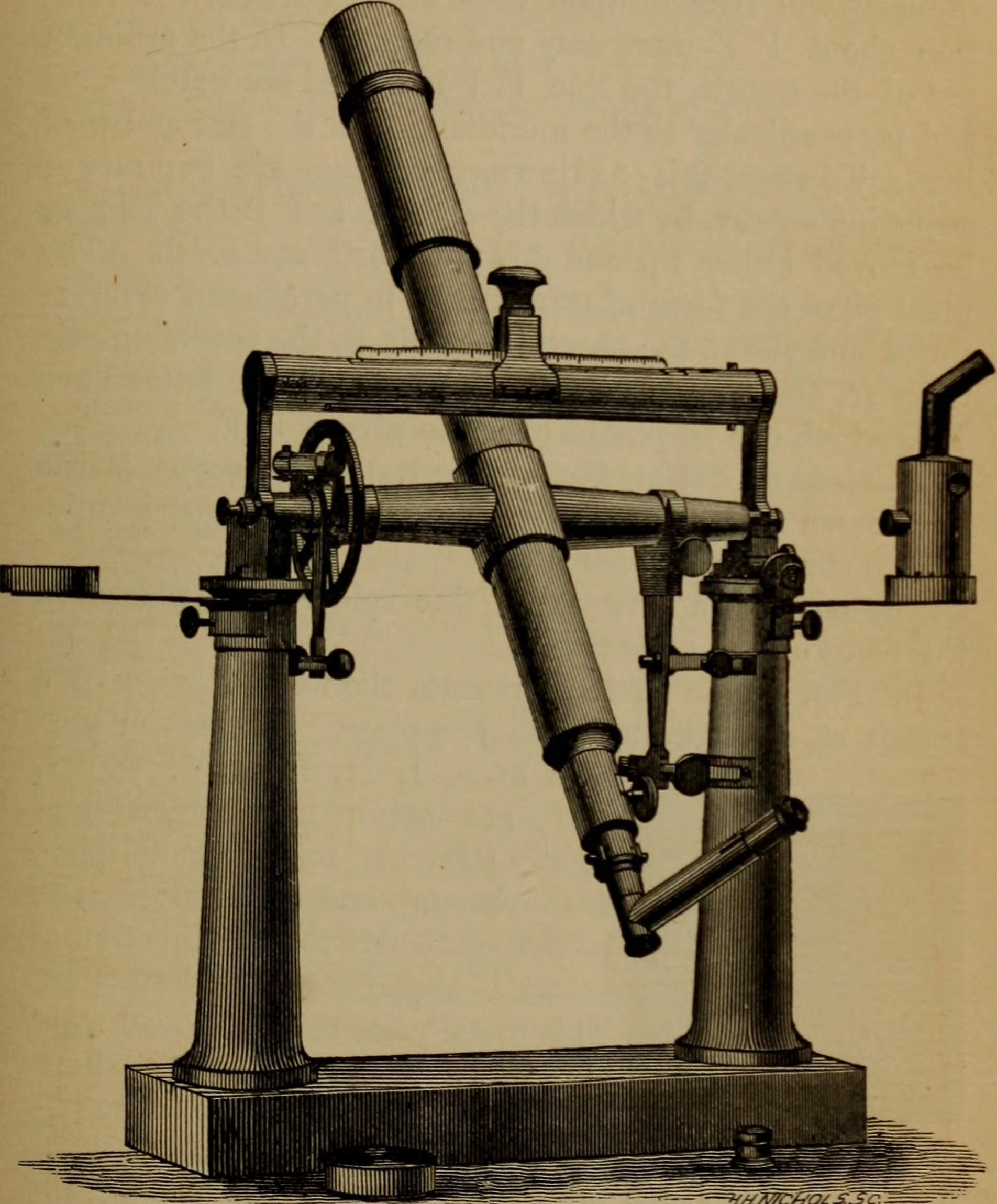
Instrument przejściowy

Instrument przejściowy – astronomiczny instrument pomiarowy, służący do precyzyjnego pomiaru czasu przejścia obiektu przez miejscowy południk astronomiczny. Pomiar ten pozwala na wyznaczenie miejscowego czasu gwiazdowego (gdy znamy rektascensję gwiazdy) lub rektascensji (przy znanym miejscowym czasie gwiazdowym). Pierwowzorem instrumentów przejściowych był używany już w czasach starożytnych kwadrant ścienny (quadrans muralis). Współczesne instrumenty przejściowe wyposażone są w lunetę, która może poruszać się w taki sposób, aby jej oś optyczna precyzyjnie zakreślała na sferze niebieskiej południk astronomiczny.
W zależności od rodzaju konstrukcji wyróżniamy:
- Instrument przejściowy prosty, w którym ognisko obiektywu znajduje się w tylnej części tubusu lunety,
- Instrument przejściowy łamany, w którym dla wygody obserwatora ognisko jest wyprowadzone w bok pod kątem 90 stopni, często wewnątrz osi obrotu lunety.